# Горгиладзе, Георгий Мевлудович
Георгий Мевлудович Горгиладзе (род. 24 февраля 1987 года, Москва) — российский популяризатор и преподаватель йоги. Многократный рекордсмен Книги рекордов Гиннесса и Книги рекордов России.

## Биография
Родился 24 февраля 1987 года в Москве. В 2009 году окончил Российский государственный социальный университет по специальности «Государственное и муниципальное управление».
Начал заниматься йогой в 12 лет с целью избавления от хронических заболеваний. В 2003 году начал практиковать стояние на гвоздях. Автор стандарта досок с гвоздями с шагом 1 см, предназначенных для стояния, и утвержденных в Книге рекордов Гиннесса в 2012 году.
В 2007 году установил рекорд России в номинации «Рекорды силы и выносливости». За 2,5 минуты он освободился от веревок, которыми был привязан к стулу.
9 октября 2011 года Георгий впервые в мире простоял на гвоздях 2 часа 5 минут. В 2012 году улучшил свой рекорд, простояв 4 часа 19 минут, в 2013 — 5 часов 20 минут, в 2014 — 8 часов 3 минуты, в 2016 — 12 часов 5 минут.
В 2013 занял первое место в чемпионате Москвы по массажу.
10 ноября 2018 года на фестивале SN Pro Expo Forum установил рекорд, занесённый в Книгу рекордов Гиннеса в категории «Самое длительное время пребывания на доске с гвоздями в положении стоя, 12 часов 8 минут». Это достижение также занесли в Книгу рекордов России.
В 2019 году установил 2 новых рекорда — удержание самого большого веса, лёжа между 2 точками опоры (262,5 кг) (ранее в 2014 году его рекорд был 260 кг) и наибольшее количество стальных кухонных ножей, согнутых за 1 минуту об собственный пресс (4 шт).
19 октября 2019 года был одним из 90 участников рекорда «Самое массовое стояние на гвоздях в мире» — 1 час 11 минут.
Установлению рекордов Георгия были посвящены выпуски телепередач «Кофе с молоком», «Представьте себе», «Агрессивная среда» и других.
В 2017 году участвовал в телешоу «Я могу».
Член Федерации йоги России и Международного альянса йоги (Yoga Alliance International).
В качестве преподавателя проводил тренировки для сотрудников спецназа УФСИН.
Автор статей и публикаций о йоге и ЗОЖ для таких изданий как Championat.com, журнал «Лиза» и других.